# Sociedad para la Investigación en Psicoterapia
La Sociedad para la Investigación en Psicoterapia comúnmente abreviado como SPR, como sigla de su nombre en inglés ‘Society for Psychotherapy Research’ es una sociedad científica fundada en 1970. De carácter multidisciplinaria e internacional, la asociación se dedica a la investigación en psicoterapia. La idea de una sociedad internacional de los psicoterapeutas se debatió en la reunión anual de la APA (American Psychological Association) en 1968.
La Sociedad tiene capítulos en Europa, América Latina, América del Norte y el Reino Unido. La Sociedad para Investigación en Psicoterapia también tiene lo que se describe como "grupos de área" en Australia, Italia y otros lugares específicos.
La revista de la Sociedad para Investigación en Psicoterapia, Psychotherapy Research, es publicada bimensualmente por Taylor & Francis

## Objetivos e Historia
Los objetivos de la SPR son:
- Fomentar el desarrollo de la investigación científica en psicoterapia;
- Fomentar la comunicación, la comprensión y uso de resultados de la investigación en el campo de la psicoterapia;
- Mejorar el valor científico y social de la investigación en psicoterapia;
- Promover el uso de la investigación con el fin de mejorar la eficacia de las psicoterapias.

Las actividades de la Sociedad incluyen: 
Reuniones periódicas con el fin de comunicar las ideas que surgen de la investigación, así como métodos, resultados y aplicaciones; difusión de las ideas de investigación, métodos y resultados a través de medios impresos y electrónicos; La creación de una Sociedad para la Investigación en Psicoterapia se remonta a una reunión de investigadores de la psicoterapia en San Francisco en 1968, que se asoció a la reunión anual de la Sociedad Americana de Psicología (APA – por sus siglas en inglés). Este encuentro fue patrocinado por donaciones pequeñas de la División de APA de la psicoterapia y la Academia Americana de Psicoterapeutas. Los fundadores del grupo fueron Kenneth I. Howard y David Orlinsky, con el apoyo de Lester Luborsky,Raskind Natanael y Hans Strupp. La primera conferencia oficial tuvo lugar en 1969 en Highland Parks, Illinois.

## Organización
La SPR se compone de cuatro Capítulos Regionales, cuatro Grupos de área y dos Secciones de interés.
Los Capítulos Regionales son los siguientes:
- Europa
- América Latina (Idioma oficial: Español)
- América del Norte, incluyendo Australia y Taiwán
- Reino Unido

En algunas áreas, hay muchos miembros activos de la SPR y ser organizan reuniones locales. 
Los cuatro grupos de área son los siguientes:
- Australia
- Italia (idioma oficial: italiano)
- Atlántico Medio
- Ohio

Además de los capítulos y grupos de área, existen Secciones de Interés en temas específicos que pueden ser de interés para los miembros. En la actualidad, hay dos secciones de especial interés:
- Cultura y Psicoterapia: esta sección de interés tiene como objetivo promover la concientización y avanzar en la comprensión científica de los contextos sociales y culturales de la psicoterapia, su influencia sobre procesos terapéuticos y los resultados y su papel en la conformación de las variadas formas que las psicoterapias han tomado en diferentes sociedades. Una de las actividades de este grupo es un gran estudio de colaboración internacional de psicoterapeutas.
- Psicoterapia y Formación

## Miembros

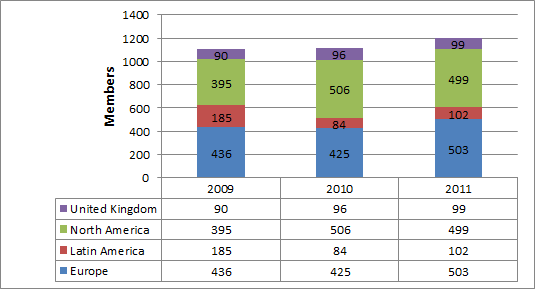
Miembros de la SPR por capítulo y año; desde 2009

El Director Ejecutivo presenta un informe en cada reunión anual sobre el estado de la Sociedad, que muestra el desarrollo de las afiliaciones en los últimos años. Hay aproximadamente 1.100 miembros en todo el mundo, con las fluctuaciones regionales en las membresías por Capítulo, dependiendo del país o continente en el que la conferencia se lleva a cabo cada año. Esto es gracias a una cuota de inscripción reducida para los miembros. Por ejemplo, la reunión anual de 2009 llevada a cabo en Santiago de Chile tuvo un número récord de miembros del Capítulo de América Latina. La membresía incluye una suscripción gratuita a la revista ‘Psychotherapy Research’ (Investigación en Psicoterapia).

## Revista Científica: ‘Psychotherapy Research’
‘Psychotherapy Research’ tiene por objeto mejorar el desarrollo, la calidad científica y pertinencia social de la investigación en psicoterapia y fomentar el uso de los resultados de la investigación en la práctica, la educación y la formulación de políticas.
La revista publica informes de investigaciones originales sobre todos los aspectos de la psicoterapia, incluyendo sus resultados, los procesos, la educación de los profesionales y la prestación de servicios. También publica artículos metodológicos, teóricos y de revisión que tienen pertinencia directa con la investigación en psicoterapia. La revista está dirigida a un público internacional e interdisciplinario, e invita a presentar trabajos que tratan con diversas orientaciones teóricas (por ejemplo, psicodinámica, cognitivo, conductual, humanista, experiencial, así como enfoques sistémicos), las modalidades de tratamiento (individual, de grupo, pareja, familia), y paradigmas de la investigación (cuantitativa, cualitativa, ensayos clínicos, estudios de procesos, predicción de los resultados, estudios sistemáticos de casos, medición del desarrollo, meta-análisis). ‘Psychotherapy Research’ es presentada en: Medline, Scopus, Social Sciences Citation Index (SSCI), Psychological Abstracts, PsycINFO, PsycLIT, Innovations & Research. El equipo fundador de editores consistió en David Shapiro, HansStrupp y Grawe Klaus. Los editores actuales son Paulo Machado (Universidade do Minho, Portugal) y Christopher Muran (Derner Institute, Adelphi University).

## Reuniones anuales
Las reuniones anuales internacionales se llevan a cabo a finales de junio y han organizadas desde el año 1970. El idioma de la conferencia es el Inglés. En el siglo XXI la difusión de los lugares de las conferencias muestra la internacionalización de la Sociedad y en general de la investigación en psicoterapia. Todos los programas científicos de las reuniones están disponibles en línea, a partir del año 1972.

### List of international annual meetings
- 2019: 50th International Annual Meeting, Buenos Aires, Argentina
- 2018: 49th International Annual Meeting, Ámsterdam, The Netherlands
- 2017: 48th International Annual Meeting, Toronto, Canadá
- 2016: 47th International Annual Meeting, Jerusalem, Israel
- 2015: 46th International Annual Meeting, Philadelphia, USA
- 2014: 45th International Annual Meeting, Copenhague, Denmark
- 2013: 44th International Annual Meeting, Brisbane, Australia
- 2012: 43rd International Annual Meeting, Virginia Beach, USA
- 2011: 42nd International Annual Meeting, Bern, Switzerland
- 2010: 41st International Annual Meeting, Asilomar, CA, USA
- 2009: 40th International Annual Meeting, Santiago de Chile
- 2008: 39th International Annual Meeting, Barcelona, Spain
- 2007: 38th International Annual Meeting, Madison, WI, USA

## Redes Sociales Científicas
La Sociedad es moderadora de grupos de interés en ResearchGate. Todo el mundo puede unirse al grupo abierto "Investigación en Psicoterapia" en ResearchGate para comunicarse con los miembros, contribuir a discusiones o para pedir información o ayuda.
También se cuenta con Facebook y Twitter de la asociación. 

## Presidentes
El actual presidente (2023/2024) es Andrés Roussos, profesor e investigador de Psicología en el IPEHCS, Instituto Patagónico de Estudios de Humanidades y Ciencias Sociales (Consejo Nacional de Investigaciones Científicas y Técnicas - Universidad Nacional del Comahue) de la Argentina
Los Presidentes anteriores (ordenados por año de su presidencia) son:
| 1970-79                      | 1980-89                  | 1990-99                   | 2000-09                  | 2010-19                    |
| ---------------------------- | ------------------------ | ------------------------- | ------------------------ | -------------------------- |
| 1970 Kenneth I. Howard       | 1980 Mardi J. Horowitz   | 1990 Horst Kächele        | 2000 Robert Elliott      | 2010 Lynne Angus           |
| 1971 David E. Orlinsky       | 1981 Stanley D. Imber    | 1991 Lorna Smith Benjamin | 2001 Franz Caspar        | 2011 Guillermo de la Parra |
| 1972 Hans H. Strupp          | 1982 Alan S. Gurman      | 1992 Leonard M. Horowitz  | 2002 Karla Moras         | 2012 George Silberschatz   |
| 1973 Lester Luborsky         | 1983 Arthur H. Auerbach  | 1993 David A. Shapiro     | 2003 Mark Aveline        | 2013 Hadas Wieseman        |
| 1974 Allen E. Bergin         | 1984 A. John Rush        | 1994 Clara E. Hill        | 2004 John Clarkin        | 2014 Jeanne Watson         |
| 1975 Sol L. Garfield         | 1985 Jim Mintz           | 1995 Klaus Grawe          | 2005 Michael J. Lambert  | 2015 J. Christopher Perry  |
| 1976 Aaron T. Beck           | 1986 Larry E. Beutler    | 1996 Paul Crits–Christoph | 2006 Erhard Mergenthaler | 2016 J. Christopher Muran  |
| 1977 Morris B. Parloff       | 1987 Larry E. Beutler    | 1997 William B. Stiles    | 2007 Jacques Barber      | 2017 Paulo P. Machado      |
| 1978 Irene Elkin             | 1988 Charles R. Marmar   | 1998 Marvin R. Goldfried  | 2008 Bernhard Strauß     | 2018 Mariane Krause        |
| 1979 Edward S. Bordin        | 1989 Leslie S. Greenberg | 1999 William E. Piper     | 2009 Louis G. Castonguay | 2019 Bruce Wampold         |
| 2020-actualidad              |                          |                           |                          |                            |
| 2020 Martin Grosse Holthford |                          |                           |                          |                            |
| 2021 Shelley McMain          |                          |                           |                          |                            |
| 2022 Wolfgang Lutz           |                          |                           |                          |                            |
| 2023 Andres Roussos          |                          |                           |                          |                            |
| 2024 Shigeru Iwakawe         |                          |                           |                          |                            |

## Capítulo Latinoamericano de la SPR
El Capítulo Latino Americano de la SPR se fundó en 1992 en Mendoza, Argentina, donde Juan Pablo Jiménez fue elegido como el primer presidente regional. Allí se reunieron psicoterapeutas de Argentina, Brasil, Chile y Uruguay, quienes compartían el interés por la investigación. El segundo encuentro tuvo lugar en Santiago de Chile en 1994, y durante los inicios del Capítulo en Latinoamérica tuvieron el apoyo desde Chigaco de Horst Kächele (Ulm), Ken Howard y David Orlinsky. Posterior a esto se han llevado a cabo los encuentros cada dos años en Buenos Aires, Montevideo y Gramado, donde cada vez se elige a un nuevo presidente del capítulo.
La actual presidente (2013/2016) es Mariane Krause. Los Presidentes anteriores (ordenados por año de su presidencia) son:
| Año       | Nombre |
| --------- | --- |
| 1992      | Encuentro fundacional del capítulo de la SPR en Latinoamérica, con la presencia de Ken Howard (Chicago), David Orlinsky (Chicago) y Horst Kächele (Ulm) |
| 1992-1994 | Juan Pablo Jiménez |
| 1995-1996 | Elena Scherb |
| 1997-1998 | Sylvia Gril |
| 1999-2000 | Paulo Sousa |
| 2001-2002 | Guillermo de la Parra |
| 2003-2004 | Héctor Fernández-Álvarez |
| 2005-2006 | Denise Defey |
| 2007-2008 | Elisa Yoshida |
| 2009-2010 | Luis Tapia |
| 2010-2013 | Andrés Roussos |

## Información Adicional
- Evans, C. (2010). «Society for Psychotherapy Research».  En Craighead, W. Edward; Weiner, Irving B, ed. The Corsini Encyclopedia of Psychology 4. New York: John Wiley & Sons. pp. 1658-1659. ISBN 0-470-17024-7.
- Orlinsky, David (1995). «The Graying and Greening of SPR: A Personal Memoir on Forming the Society for Psychotherapy Research». Psychotherapy Research 5 (4): 343. doi:10.1080/10503309512331331456.